# طابع بريد أوروبا
طابع البريد الأوروبي (المعروف أيضاً باسم Europa - CEPT حتى عام 1992)، هو إصدار مشترك سنوي من الطوابع البريدية ذات التصميم أو الموضوع المشترك من قبل الإدارات البريدية للبلدان الأعضاء في المجتمعات الأوروبية (1956-1959)، والمؤتمر الأوروبي لإدارات البريد والاتصالات السلكية واللاسلكية (CEPT) من عام 1960 إلى عام 1992، ورابطة البريد الأوروبي منذ عام 1993. إن قارة أوروبا هي الموضوع الرئيسي لهذا الطابع.
تؤكد طوابع بريد أوروبا على التعاون في مجال المنشورات، مع الأخذ في الاعتبار الترويج لهواية جمع الطوابع. كما أنها تبني الوعي بالجذور والثقافة والتاريخ المشترك لقارة أوروبا وأهدافها المشتركة. وعلى هذا النحو، تُعد إصدارات طوابع أوروبا من بين أكثر الطوابع التي تجمع وأكثرها شعبية في العالم.
منذ الإصدار الأول في عام 1956، كانت طوابع أوروبا رمزًا ملموسًا لرغبة دول أوروبا في تحقيق تكامل وتعاون أوثق.

## تاريخ

### الفترة بين عامي 1956 و1993
صدر العدد الأول من طوابع أوروبا في 15 سبتمبر 1956. وأصدرت الإدارات البريدية للأعضاء الستة المؤسسين للجماعة الأوروبية للفحم والصلب (ECSC) طوابع بريدية بتصميم مشترك: على شكل برج مكون من حروف كلمة "EUROPA" وتحيط به سقالات البناء.
في عام 1959، انعقد المؤتمر الأوروبي لإدارات البريد والاتصالات السلكية واللاسلكية (CEPT)، واعتباراً من عام 1960، وضعت الأحرف الأولى من اسم "CEPT" على طوابع الإصدار المشترك. كان للطوابع تصميم مشترك من عام 1956 إلى عام 1973 (باستثناء عام 1957). إلا أن العديد من البلدان أصدرت طوابع لا تحمل التصميم المشترك، بل اكتفت بعرض كلمة "EUROPA". واعتباراً من عام 1974، استُبدل التصميم المشترك بطوابع ذات تصميمات مختلفة ولكن ذات طابع مشترك.
وقد دفع نجاح إصدارات طوابع أوروبا بين هواة جمع الطوابع العديد من الإدارات البريدية للدول الصغيرة أو الأقاليم التابعة للدول الأوروبية (جزر القنال على سبيل المثال) إلى الانضمام إلى الدول المصدرة في عقد السبعينيات. أصدرت أندورا طوابع يوروبا منذ عام 1966 (فرنسا) و1972 (إسبانيا). لا يمكن لأندورا الانضمام إلى بريد أوروبا حيث أن نظامها البريدي يعتنى به بشكل مستقل من قبل كل من فرنسا وإسبانيا. أصدرت جزيرة مان وجيرنسي، وهما تابعان للتاج البريطاني، طوابع أوروبا لأول مرة في عام 1976، ثم تبعتها جيرسي في عام 1978. ووصل عدد المشاركين إلى 35 مشاركًا في عقد الثمانينيات. وشاركت تركيا بشكل مستمر منذ عام 1960، ويوغوسلافيا منذ عام 1969. وأدى انهيار الكتلة الشيوعية في عامي 1989-1990 إلى ظهور جهات إصدار جديدة وصل عددها إلى 57 دولة في أواخر عقد التسعينيات.

### منذ عام 1993

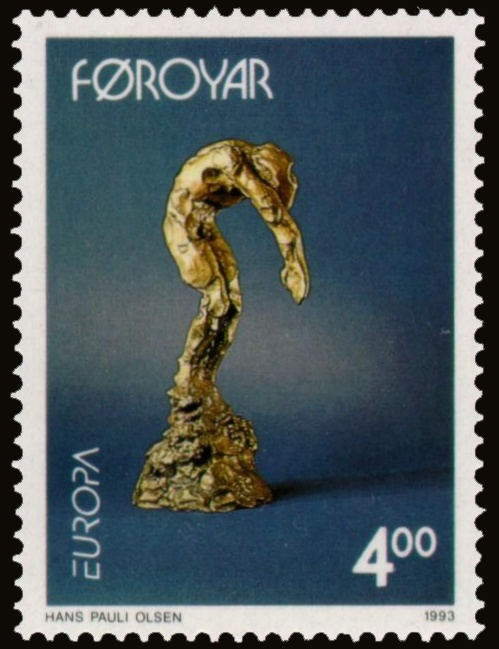
طابع أوروبا الفايرويز لعام 1993، وهو جزء من الموضوع المشترك للفن المعاصر، مع شعار أوروبا الجديد المكتوب في الزاوية اليسرى السفلى

عندما قررت CEPT التركيز بشكل أكبر على نقل الرسائل بواسطة الاتصالات السلكية واللاسلكية في عام 1993، تولت شركة PostEuropt إدارة قضايا بريد أوروبا. واستبدل شعار CEPT بشعار جديد ابتكرته شركة PostEuropt، أي كلمة "EUROPA" التي تميل إلى اليمين.
على الرغم من أن الدول الأعضاء في بريد أوروبا اختارت في عام 2006 موضوع "التكامل كما يراه الشباب" بدلاً من موضوع يتعلق بالذكرى الخمسين لإصدارات بريد أوروبا، إلا أن العديد من البلدان أصدرت طوابع بريدية تظهر أول تصميمات مشتركة للسنوات 1950-1970. كما يظهر شعار الذكرى السنوية (الرقم 50 في منتصف نجمة ذات 5 فروع) على هذهِ الطوابع. وأصدرت عدة دول غير أوروبية وغير أعضاء في الاتحاد الأوروبي طوابع بريدية فيما يتعلق بهذه الذكرى السنوية. في أوروبا، شاركت بعض الدول، بما في ذلك صربيا والجبل الأسود وألبانيا وأرمينيا ومولدوفا وجبل طارق وقبرص وغيرها في هذه الإصدارات.
من أجل الترويج لإصدارات "أوروبا" بين هواة جمع الطوابع، أنشأت مؤسسة PostEurop في عام 2002 مسابقة سنوية لأفضل طابع أوروبي. حتى عام 2006، كان يحق لممثلي الإدارات البريدية المختلفة فقط انتخاب أفضل طابع أوروبي خلال الجمعية العامة لمؤسسة PostEurop، ولكن منذ عام 2007، يجري انتخاب الفائز من خلال إجراء تصويت مفتوح وعام على موقع PostEurop الإلكتروني.
اعتبارًا من يناير 2011، يطبق شعار EUROPA الجديد، الذي يسبقه تذكير رمزي لصندوق البريد، وتطبق مسابقة جائزة لجنة التحكيم التي صممها سبعة خبراء في مجال هواة جمع الطوابع.

## صور التصاميم الشائعة

برج على شكل 6 أحرف من كلمة أوروبا. صممه دانيال غونزاغ. من فرنسا عام 1956
حمامة تطير فوق الحرف E من أوروبا. من تصميم أندريه فان دير فوسن من هولندا عام 1958
سلسلة مفاتيح متشابكة مصنوعة من 4 دوائر و4 مربعات بالتناوب. صممها الألماني والتر برودي عام 1959.
حرف o من كلمة Europa رسم بشكل عجلة عربة البريد الرومانية ذات 19 قضيباً، قضيب واحد لكل عضو من أعضاء مجلس أوروبا لعام 1960. تصميم بنتي راهيكاينن من فنلندا
حمامة مرسومة بشكل يتكون من 19 حمامة فردية. تمثل كل حمامة عضو من أعضاء مجلس أوروبا لعام 1961 صممه ثيو كوربرشوك من.هولندا
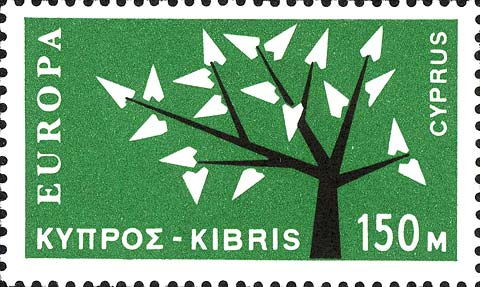
شجرة منمنمة ذات 19 ورقة، كل ورقة تمثل عضو من أعضاء مجلس أوروبا لعام 1962. المصمم هو ليكس واير من لوكسمبورغ
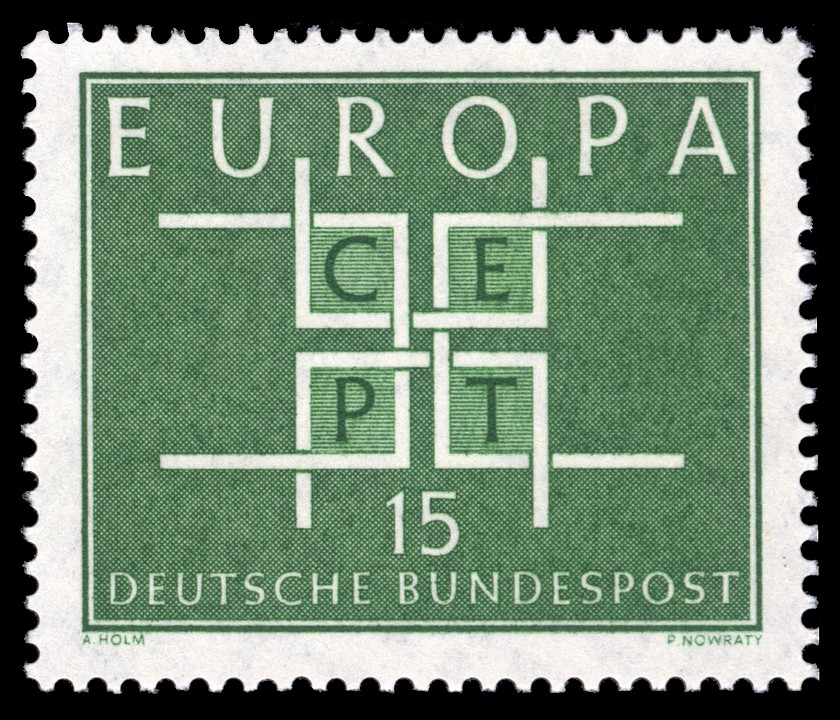
تصميم متقاطع منمق يتألف من 4 أشكال على شكل حرف U ثلاثي الجوانب مع ترصيع CEPT. صممه آآرنه إي. هولم من النرويج عام 1963.
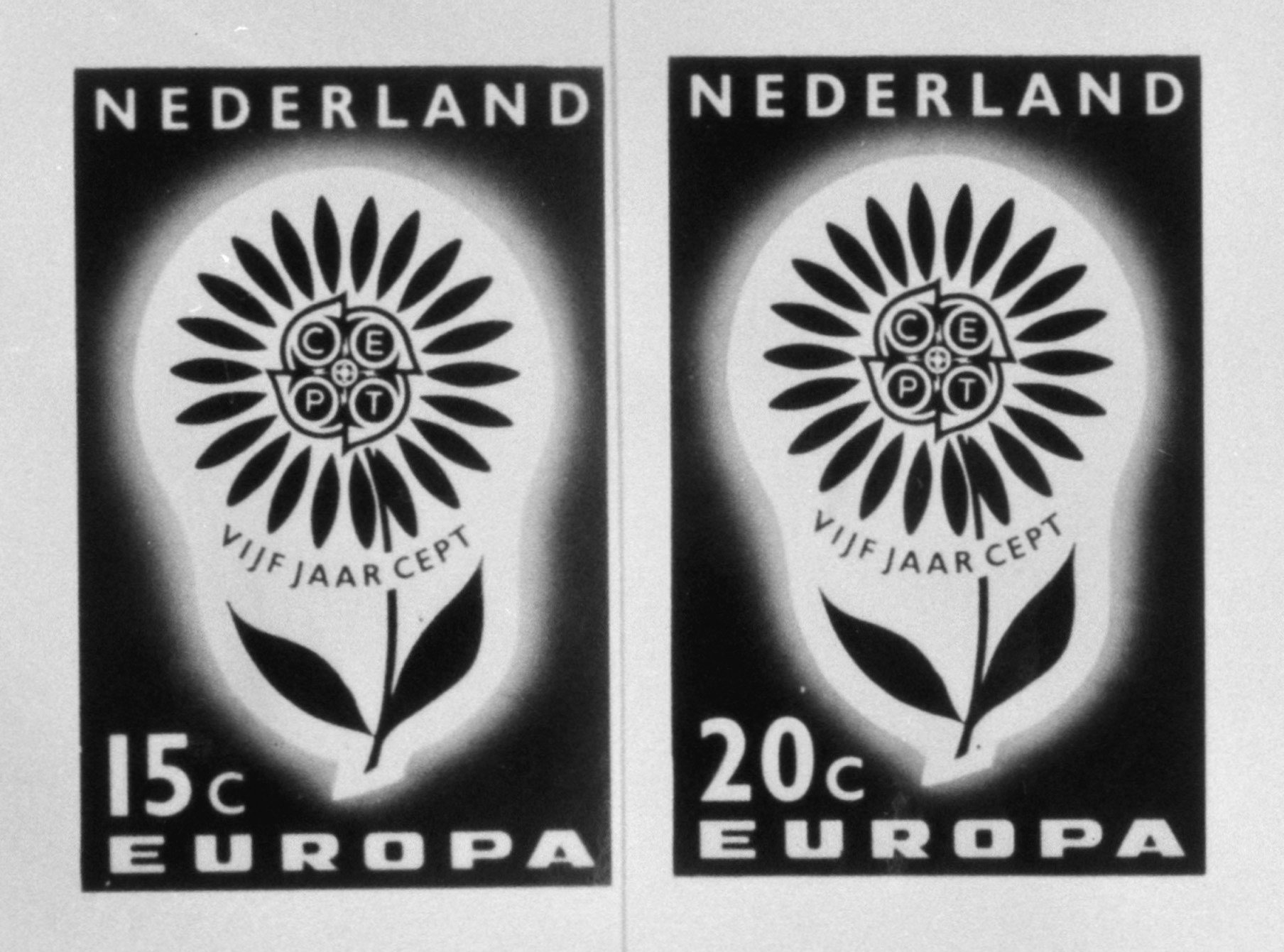
زهرة بـ 22 ورقة، ورقة واحدة لكل عضو من أعضاء مجلس أوروبا لعام 1964، صممها جورج بيتمبس من فرنسا.
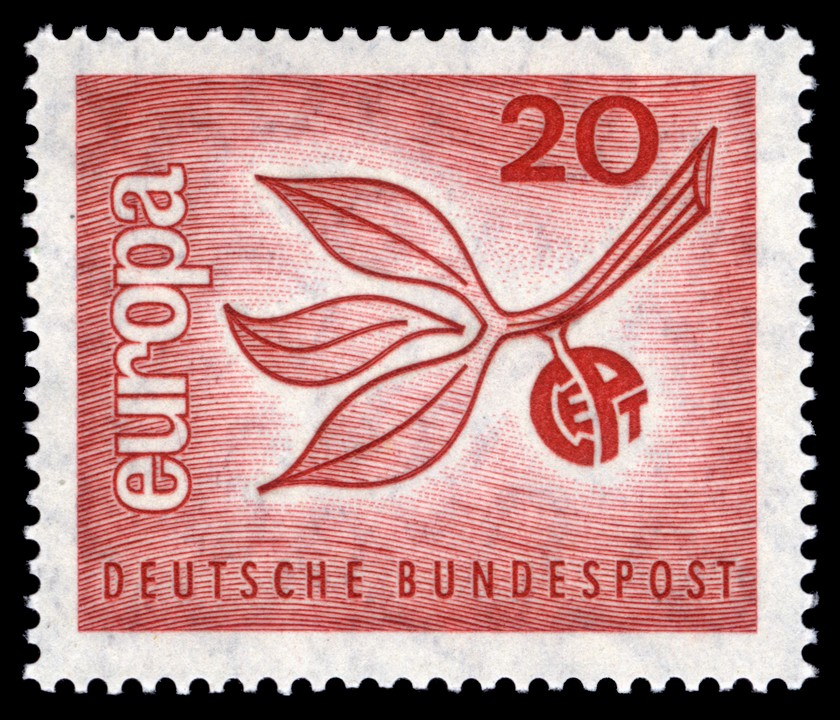
غصن ري من ثلاث ورقات يُقال إنها تمثل الأعمدة والتلغرافات والهواتف. تصميم هوردر كارلسون من أيسلندا. عام 1965.
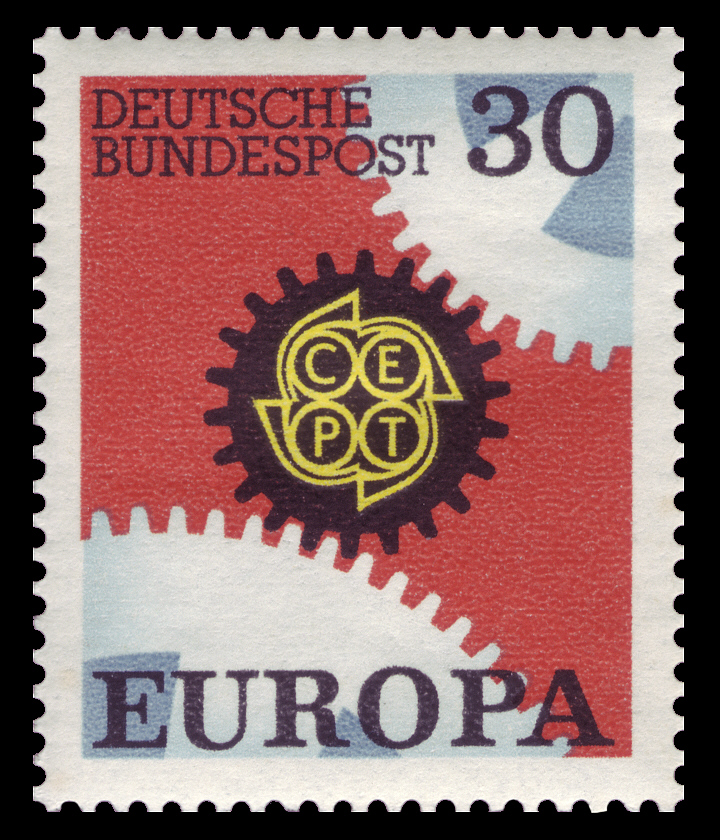
تمثل العجلة أعضاء المجلس وتحتوي على 22 سناً، سن واحد لكل عضو من الأعضاء لعام 1967. المصمم هو أوسكار بونيفال من بلجيكا.
المفتاح يمثل مجلس أوروبا، يقال إنه يفتح الباب أمام أوروبا الموحدة. المصمم هو السويسري هانز شفارزنباخ. عام 1968.
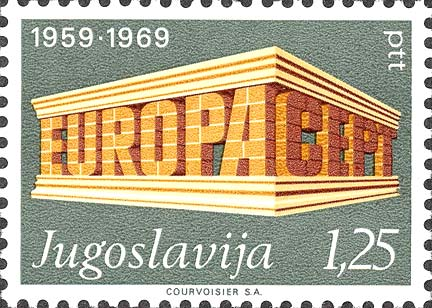
مجلس أوروبا والاتحاد الأوروبي مدمجان على عامودان من الأعمدة من الطراز المعماري. صممه الإيطاليان لويجي جاسبارا وجورجيو بيلي. عام 1969
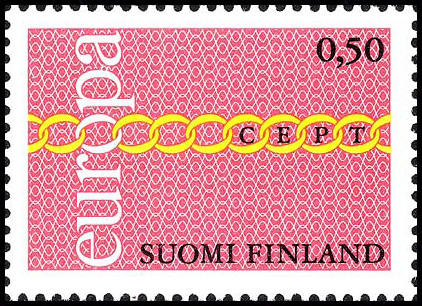
سلسلة من حرف O تمثل أعضاء مجلس أوروبا عام 1970، للمصمم هو هيلجي هافليداسون من أيسلندا
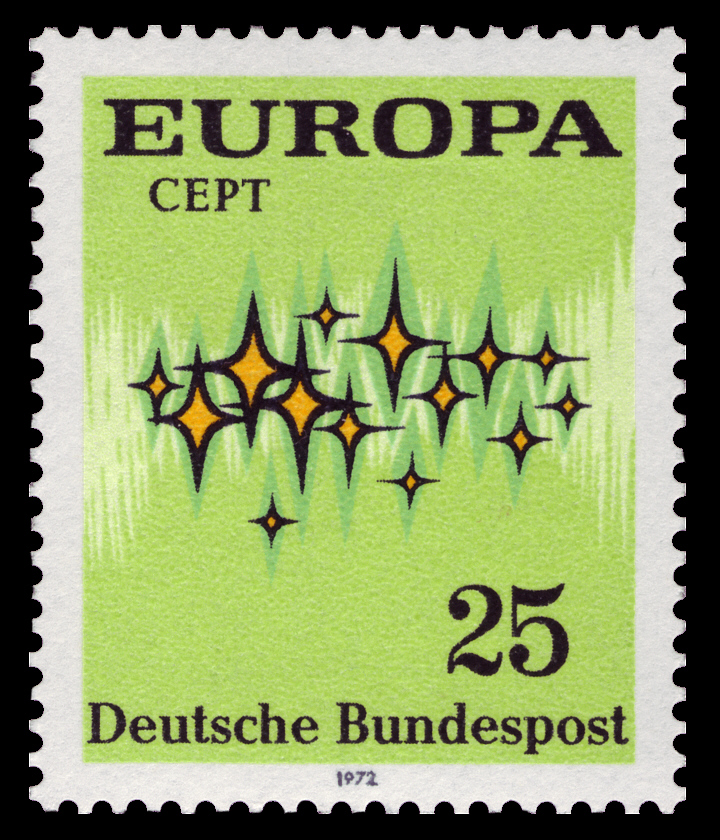
طابع يحمل صورة تمثل الشفق القطبي من تصميم الفنان الفنلندي بافو هوفينن. عام 1972
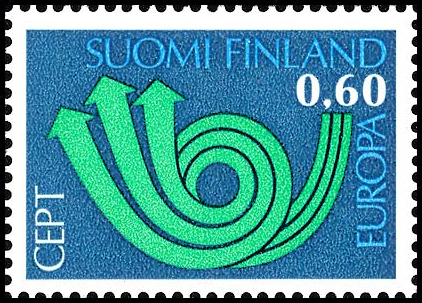
طابع يحمل صورة بوق على شكل قرن ذو ثلاث أسهم تمثل الأعمدة والتلغراف والهاتف. المصمم هو ليف فريمان أنيسدال من النرويج. عام 1973.
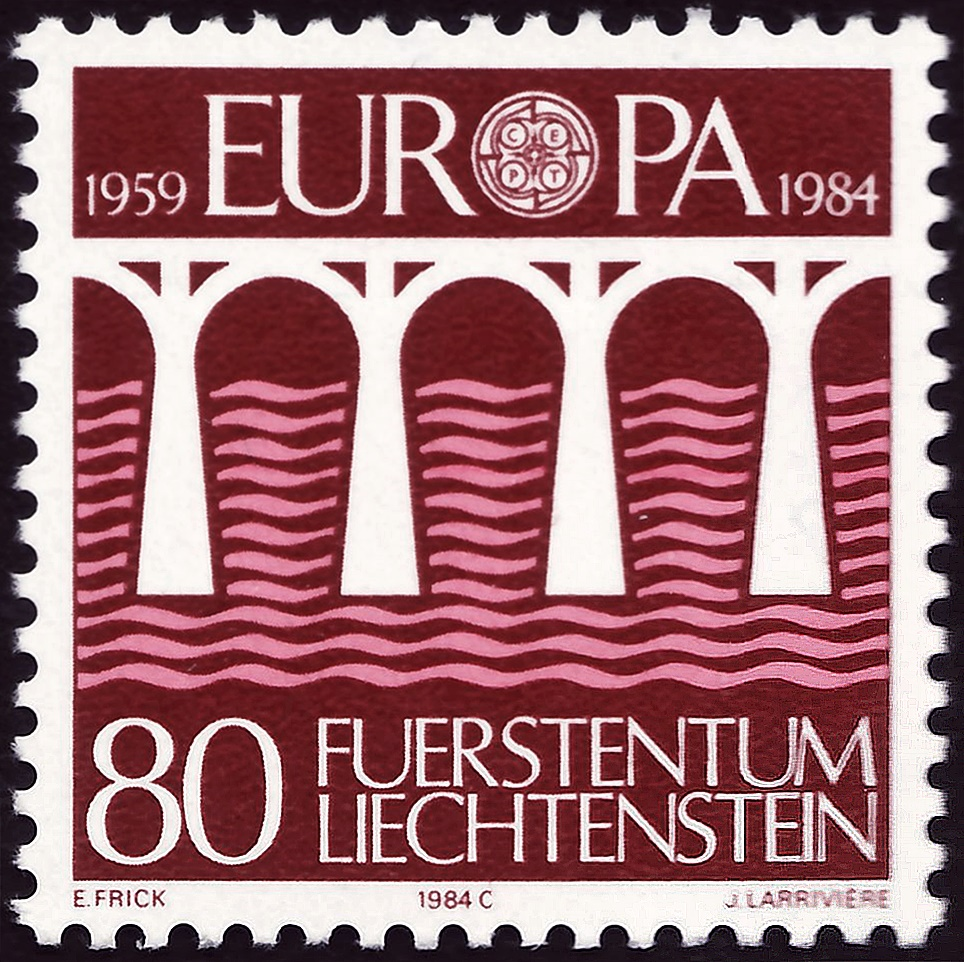
صورة صممها الرسام الفرنسي جاكي لاريفيير. تمثل الذكرى الخامسة والعشرين لتأسيس مجلس أوروبا لعام 1984.
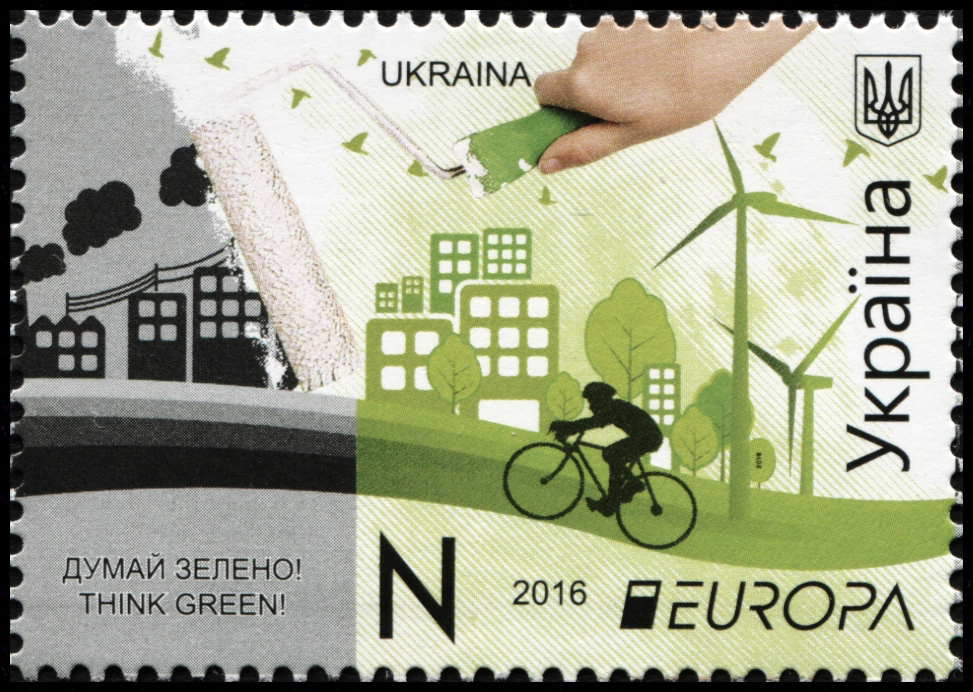
تصميم دوكسيا سيرجيدو من قبرص عام 2016
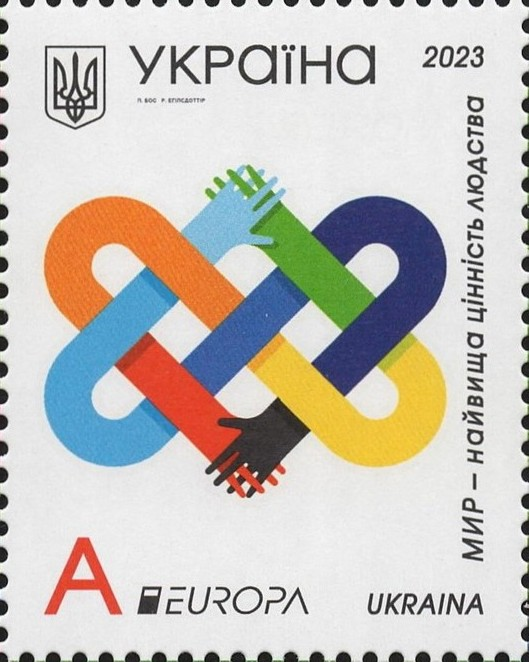
"رمز السلام" الجديد للمصممتان ليندا بوس ورونا إغيلسدوتير عام 2023

## مشاكل السمة المشتركة
تتضمن القائمة أسماء الفائزين في لجنة التحكيم والمسابقة عبر الإنترنت منذ عام 2002 عندما بدأت مسابقة طوابع أوروبا:

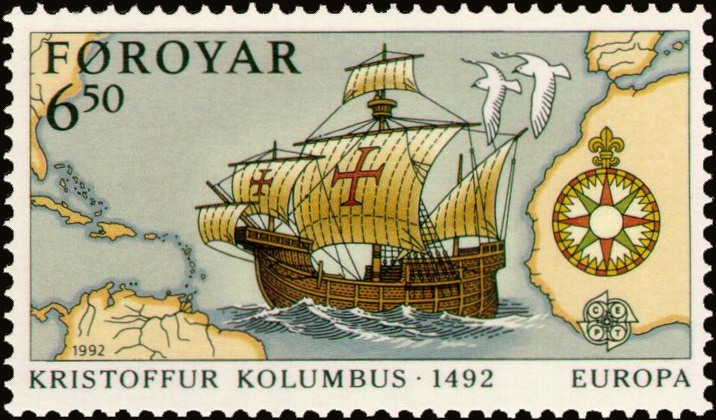
طابع مشترك عن موضوع اكتشاف أمريكا

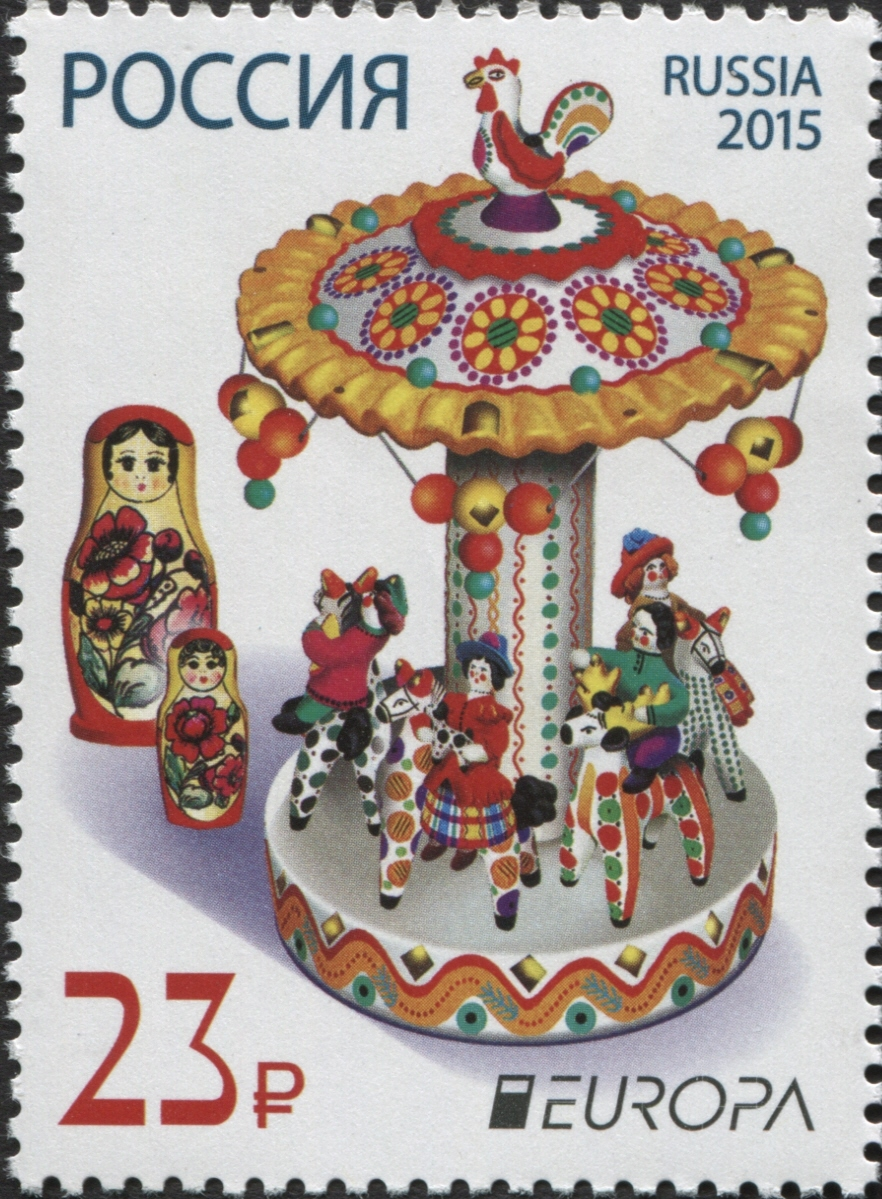
طابع مشترك من طوابع أوروبا عن موضوع روسيا 2015

| Year | عدد الدول     | الدول الجديدة (ما بعد الإدارات)                                                                                                   | عدد الطوابع المختلفة | الموضوع                                                                          | الفائزون في المسابقة | المصدر |
| ---- | ------------- | --- | -------------------- | -------------------------------------------------------------------------------- | -------------------- | ------ |
| 1956 | 6             | بلجيكا، فرنسا، ألمانيا، إيطاليا، لوكسمبورغ، هولندا                                                                                | 13                   | تصميم مشترك                                                                      |                      |        |
| 1957 | 8             | سويسرا، سارلاند | 17                   | السلام والرفاهية من خلال الزراعة والصناعة                                        |                      |        |
| 1958 | 8             | تركيا | 17                   | تصميم مشترك                                                                      |                      |        |
| 1959 | 8             | النمسا | 15                   | تصميم مشترك                                                                      |                      |        |
| 1960 | 20            | الدنمارك، فنلندا، بريطانيا العظمى، اليونان، أيسلندا، أيرلندا، ليختنشتاين، النرويج، البرتغال، إسبانيا، السويد                      | 36                   | تصميم مشترك                                                                      |                      |        |
| 1961 | 19            | قبرص، سان مارينو | 34                   | تصميم مشترك                                                                      |                      |        |
| 1962 |               | موناكو |                      | تصميم مشترك                                                                      |                      |        |
| 1963 |               | - |                      | تصميم مشترك                                                                      |                      |        |
| 1964 | 19            | - | 36                   | تصميم مشترك                                                                      |                      |        |
| 1965 | 19            | - | 36                   | تصميم مشترك                                                                      |                      |        |
| 1966 | 19            | خدمات البريد في أندورا | 37                   | تصميم مشترك                                                                      |                      |        |
| 1967 | 19            | - | 37                   | تصميم مشترك                                                                      |                      |        |
| 1968 | 18            | - | 35                   | تصميم مشترك                                                                      |                      |        |
| 1969 | 26            | بريد الفاتيكان، يوغسلافيا | 48                   | تصميم مشترك                                                                      |                      |        |
| 1970 | 19            | - | 42                   | تصميم مشترك                                                                      |                      |        |
| 1971 | 21            | مالط | 44                   | تصميم مشترك                                                                      |                      |        |
| 1972 | 22            | خدمات بريد أندورا | 46                   | تصميم مشترك                                                                      |                      |        |
| 1973 | 24            | - | 50                   | تصميم مشترك                                                                      |                      |        |
| 1974 | 23            | - | 49                   | الصور                                                                            |                      |        |
| 1975 | 24            | قبرص الشمالية (بشكل غير رسمي) | 50                   | اللوحات                                                                          |                      |        |
| 1976 | 27            | غيرنسي بوست، مكتب بريد جزيرة مان                                                                                                  | 58                   | الحرف اليدوية                                                                    |                      |        |
| 1977 | 28            | - | 56                   | المناظر الطبيعية                                                                 |                      |        |
| 1978 | 30            | غيرسي مكتب بريد | 65                   | الذكريات                                                                         |                      |        |
| 1979 | 31            | جزر فارو، جبل طارق | 68                   | التاريخ البريدي                                                                  |                      |        |
| 1980 | 32            | - | 67                   | اشخاص مهمين                                                                      |                      |        |
| 1981 | 35            | جزر الأزور، ماديرا | 69                   | العياد والفولكلور                                                                |                      |        |
| 1982 | 35            | - | 70                   | أحداث تاريخية                                                                    |                      |        |
| 1983 | 35            | - | 71                   | الاختراعات                                                                       |                      |        |
| 1984 | 35            | - | 67                   | تصميم مشترك (الذكرى السنوية الخامسة والعشرون لـ CEPT)                            |                      |        |
| 1985 | 35            | - | 73                   | السنة الموسيقية لأوروبا                                                          |                      |        |
| 1986 | 35            | - | 74                   | الحفاظ على الطبيعة                                                               |                      |        |
| 1987 | 35            | - | 74                   | الحفاظ على البيئة                                                                |                      |        |
| 1988 | 35            | - | 79                   | النقل والاتصالات                                                                 |                      |        |
| 1989 | 35            | - | 80                   | ألعاب الأطفال                                                                    |                      |        |
| 1990 | 37            | - | 78                   | مباني مكاتب البريد                                                               |                      |        |
| 1991 | 41            | بلغاريا، جيكوسلوفاكيا، هنغاريا، بولندا، رومانيا                                                                                   | 83                   | علوم الفضاء الأوروبية                                                            |                      |        |
| 1992 | 42            | ألبانيا، كرواتيا | 90                   | 500 سنة على اكتشاف أمريكا                                                        |                      |        |
| 1993 | 45            | ليتوانيا، مولدوفا، سلوفينيا، سلوفاكيا، الجمهورية التشيكية، بيلاروس (بشكل غير رسمي), المركز الكرواتي في البوسنة والهرسك (غير رسمي) | 92                   | الفن المعاصر                                                                     | —                    |        |
| 1994 | 48            | آلاند، جرينلاند، استونيا، لاتيفيا                                                                                                 | 85                   | اكتشافات رائعة                                                                   | —                    |        |
| 1995 | 48            | روسيا, بي إتش بوستا | 90                   | السلام والحرية                                                                   | —                    |        |
| 1996 | 52            | مقدونيا | 89                   | نساء أوروبيات شهيرات                                                             | —                    |        |
| 1997 | 54            | أرمينيا، أوكرانيا، بريد الصرب عن البوسنة والهرسك (بشكل غير رسمي)                                                                  | 96                   | حكايات وأساطير                                                                   | —                    |        |
| 1998 | 56            | أذربيجان، جورجيا، بيلاروسيا | 94                   | المهرجانات والاحتفالات الوطنية                                                   | —                    |        |
| 1999 | 56            | - | 100                  | المحميات الطبيعية والمتنزهات                                                     | —                    |        |
| 2000 | 55            | - | 68                   | التصميم الشائع: برج النجوم الستة (لم يتبع الجميع التصميم الشائع)                 | —                    |        |
| 2001 | 56            | - | 92                   | الماء، كنز الطبيعة                                                               | —                    |        |
| 2002 | 58            | - | 93                   | السيرك                                                                           | بريد مالطا           |        |
| 2003 | 57            | يوغوسلافيا تصبح صربيا والجبل الأسود                                                                                               | 96                   | Poster art                                                                       | بريد موناكو          |        |
| 2004 | 57            | - | 96                   | العطل الرسمية                                                                    | بريد جرينلاند        |        |
| 2005 | 60            | المركز الكرواتي في البوسنة والهرسك، الموقع الصربي في البوسنة والهرسك، كازاخستان، الجبل الأسود                                     | 103                  | فن الطهو                                                                         | بريد آيسلندا         |        |
| 2006 | 60            | بعثة الأمم المتحدة للإدارة المؤقتة في كوسوفو                                                                                      | 105                  | الاندماج كما يراه الشباب                                                         | البريد الأوكراني     |        |
| 2007 | 62            | - | 111                  | المئوية للحركة الكشفية                                                           | هاي بوست             |        |
| 2008 | 63            | ناغورني كاراباخ | 107                  | كتابة الرسائل                                                                    | البريد المجري        |        |
| 2009 | 63            | - | 112                  | الفلك (السنة الدولية لعلم الفلك)                                                 | البريد المجري        |        |
| 2010 |               | |                      | كتب الأطفال                                                                      | البريد المجري        |        |
| 2011 |               | |                      | غابات، السنة الدولية للغابات                                                     | شركة بريد قبرص       |        |
| 2011 | البريد التركي | |                      | غابات، السنة الدولية للغابات                                                     |                      |        |
| 2012 |               | |                      | قم بزيارة... (على سبيل المثال "قم بزيارة روسيا"، "قم بزيارة المجر" وما إلى ذلك.) | البريد الروسي        |        |
| 2012 | البريد المجري | |                      | قم بزيارة... (على سبيل المثال "قم بزيارة روسيا"، "قم بزيارة المجر" وما إلى ذلك.) |                      |        |
| 2013 |               | |                      | المركبات البريدية (احتفالاً بالذكرى العشرين لتأسيس بريد أوروبا)                   | أتيلا بوستي          | [ 4 ]  |
| 2013 | البريد التركي | [ 5 ] |                      | المركبات البريدية (احتفالاً بالذكرى العشرين لتأسيس بريد أوروبا)                   |                      |        |
| 2014 |               | |                      | آلات موسيقية وطنية                                                               | بريد بلجيكا          | [ 6 ]  |
| 2014 | بريد صربيا    | [ 6 ] |                      | آلات موسيقية وطنية                                                               |                      |        |
| 2015 |               | |                      | دمى قديمة                                                                        | البريد الروسي        | [ 7 ]  |
| 2015 | PTT التركية   | [ 7 ] |                      | دمى قديمة                                                                        |                      |        |
| 2016 |               | |                      | علم البيئة في أوروبا – "فكر في البيئة الخضراء"                                   | شركة بريد قبرص       | [ 2 ]  |
| 2017 |               | |                      | القلاع                                                                           | بوستي جروب           | [ 9 ]  |
| 2017 | البريد التركي | [ 9 ] |                      | القلاع                                                                           |                      |        |
| 2018 |               | |                      | الجسور                                                                           | بريد بلجيكا          | [ 10 ] |
| 2018 | البريد التركي | [ 10 ] |                      | الجسور                                                                           |                      |        |
| 2019 |               | |                      | الطيور                                                                           | بريد سلوفينيا        | [ 11 ] |
| 2019 | هاي بوست      | [ 11 ] |                      | الطيور                                                                           |                      |        |
| 2020 |               | |                      | طرق البريد القديمة                                                               | بوستا بولندا         | [ 12 ] |
| 2020 | البريد التركي | [ 13 ] |                      | طرق البريد القديمة                                                               |                      |        |
| 2021 |               | |                      | الحياة البريد المعرضة للخطر                                                      | بوستا بولندا         | [ 14 ] |
| 2022 |               | |                      | القصص والأساطير                                                                  | بريد لوكسمبورغ       | [ 3 ]  |
| 2023 |               | |                      | السلام – أعلى قيم الإنسانية                                                      | بريد لوكسمبورغ       | [ 3 ]  |
| 2024 |               | |                      | الحيوانات والنباتات تحت الماء                                                    |                      |        |
| 2025 |               | |                      | الاكتشافات الأثرية                                                               |                      |        |
| 2026 |               | |                      | تصميم مشترك: طابع الذكرى السبعين لطابع بريد أوروبا                               |                      |        |
| 2027 |               | |                      | فن الشارع                                                                        |                      |        |

## اقرأ أيضاً
- Europa CEPT, PostEurop 2005: Thematic Stamps Catalogue; specialized. Sabadell, Barcelona, Spain: Domfil, 2004 (ردمك 8495615231), 392p.
- Europa Study Unit. Europa Stamps. Milwaukee, WI.: American Topical Association, 1962, 35p.
- Schneider, Andreas. Europa-Thematik Spezialkatalog. Essen: A. Schneider, 1982, 267p.
- Staedal, Paul. Europe-Philatelie III: Spezial Katalog der Europaischen Briefmarken und Sonderstempel. Strasbourg: Europa F. D. C. Service, 1976–77

## روابط خارجية
- CEPT. Conference of European Postal & Telecommunications
- SelloSpain.com: Spanish Europa issued stamps (archived)
- Europa stamps news and information blog
- Philatelism.com: Europa stamps of Cyprus نسخة محفوظة 2010-08-31 على موقع واي باك مشين.